# Manos torpes
Manos torpes ist ein im deutschsprachigen Raum nicht aufgeführter Italowestern, der 1969 von Rafael Romero Marchent inszeniert wurde. In Spanien wurde der Film am 18. Mai 1970 uraufgeführt.

## Handlung
Peter arbeitet auf einer Ranch, deren Existenz von einer Wasserquelle abhängig ist, die dem reichen Nachbarn Johnny gehört. Peter wird von Albträumen geplant, in denen er als geübter Pistolenheld seinen Vater erschießt. Auch liebt er die Tochter des Ranchbesitzers, Dorothy, die seine Liebe erwidert, aber Johnny versprochen ist. Heimlich heiraten die beiden jungen Leute, was die Eltern Warren jedoch herausfinden und dafür sorgen, dass Peter in die Wüste gejagt wird. dort wird sein Leben vom Kopfgeldjäger Latimore gerettet, der ihn zum Chinesen Chang bringt; Chang pflegt Peter gesund und lehrt ihn das Schießen. Als er genug gelernt hat, kehrt Peter zur Gegend um die Ranch zurück, um sich zu rächen. Mann um Mann räumt er beiseite, bis er auf Dorothy trifft, die als Prostituierte im Saloon zu arbeiten gezwungen ist. Er flieht mit ihr zu einem ruhigen Ort, wo nach einiger Zeit Latimore auftaucht, der den Kopfpreis für Peter – seit seinem Rachefeldzug ausgesetzt – kassieren möchte. In einem Duell zwischen den beiden gibt es keinen Sieger.

## Kritik
Einige Kritiker des in Spanien hochgelobten Filmes bemerken etliche ungewöhnliche Szenen, die allerdings auch den Handlungsfluss stören.